# Open Bucaramanga 2014
L'Open Bucaramanga 2014, noto come Seguros Bolívar Open Bucaramanga 2014 per motivi di sponsorizzazione, è stato un torneo di tennis facente parte della categoria ATP Challenger Tour nell'ambito dell'ATP Challenger Tour 2014. È stata la 6ª edizione del torneo che si è giocato a Bucaramanga in Colombia dal 20 al 26 gennaio 2014 su campi in terra rossa e aveva un montepremi di $40,000+H.

## Partecipanti singolare

### Teste di serie
| Nazionalità | Giocatore          | Ranking* | Testa di serie |
| ----------- | ------------------ | -------- | -------------- |
| Colombia    | Alejandro González | 75       | 1              |
| Colombia    | Alejandro Falla    | 87       | 2              |
| Argentina   | Guido Pella        | 107      | 3              |
| Italia      | Paolo Lorenzi      | 115      | 4              |
| Brasile     | João Souza         | 116      | 5              |
| Argentina   | Diego Schwartzman  | 118      | 6              |
| Argentina   | Facundo Argüello   | 120      | 7              |
| Spagna      | Pere Riba          | 124      | 8              |

- Ranking al 13 gennaio 2014.

### Altri partecipanti
Giocatori che hanno ricevuto una wild card:
- Nicolás Barrientos
- Felipe Mantilla
- Pere Riba
- Juan Carlos Spir

Giocatori che sono passati dalle qualificazioni:
- Hugo Dellien
- Christopher Díaz-Figueroa
- Cristian Garín
- Eduardo Struvay

## Vincitori

### Singolare
Alejandro Falla ha battuto in finale  Paolo Lorenzi con il punteggio di 7–5, 6–1

### Doppio
Juan Sebastián Cabal /  Robert Farah hanno battuto in finale  Kevin King /  Juan Carlos Spir 7–6(7–3), 6–3